# Marion Maerz
Marion Maerz (* 17. August 1943 in Flensburg; bürgerlich Marion Litterscheid) ist eine deutsche Schlagersängerin.

## Leben
Marion Maerz ging in Hannover zur Schule und machte nach dem Abitur eine Sekretärinnenausbildung. 1964 wurde sie bei einem Pepsi-Cola-Talentwettbewerb in Hannover entdeckt. Zunächst nahm sie unter ihrem bürgerlichen Namen zwei Singles auf, die kaum bekannt wurden, darunter 1965 eine deutsche Version von Twinkles britischem Hit Terry. Im Herbst 1965 komponierte Christian Bruhn für sie den Beat-Schlager Er ist wieder da, den sie als „Marion“ aufnahm. Das Lied kam im Dezember 1965 in die Hitlisten und konnte sich mehrere Wochen halten. Es ist bis heute ihr größter Hit.
1966 bewarb sie sich mit Mach nicht die Tür zu bei den Deutschen Schlager-Festspielen, kam jedoch nicht ins Finale. Auch danach konnte sie nicht wieder an ihren Anfangserfolg anknüpfen. Das Album Marion Maerz singt Burt Bacharach – Seite eins, mit Kompositionen von Burt Bacharach, verkaufte sich kaum, gilt jedoch heute als Kult. 1972 beteiligte sie sich mit dem von Klaus Doldinger geschriebenen Titel Hallelujah Man an der deutschen Vorentscheidung zum Grand Prix Eurovision de la Chanson (Eurovision Song Contest). Nachdem sie zusammen mit ihrem damaligen Partner, Frank Elstner, 1975 die Tochter Mascha Litterscheid (heute auch Sängerin) bekommen hatte, zog sich Marion Maerz weitgehend ins Privatleben zurück, doch hatte sie bis Ende der 1970er Jahre noch verschiedene Schlager und gelangte auch hin und wieder in die Hitparaden (unter anderem mit dem Duett Schau mal herein mit Bernd Clüver, der deutschen Fassung des Hits Stumblin’ In von Suzi Quatro & Chris Norman). Ihr bekanntester Solotitel aus dieser Zeit ist Es war nur der Sommerwind (1978).
Maerz pflegte dann ihre Karriere als Schauspielerin an verschiedenen Theaterbühnen. Anfang der 1990er Jahre nahm sie auch einige volkstümliche Titel auf (u. a. Du bist die Rose vom Wörthersee).
Ab 2001 hatte Marion Maerz einige erfolgreiche Radio-Hits, wie Das Glück kann fliegen (2001), Leider war mein Herz im Spiel (2003), Du hast noch Zeit, Josy (2004), und Späte Liebe (2007) die sich in den Airplay-Charts platzieren konnten. Das Glück kann fliegen ist auch der Titel des gleichnamigen CD-Albums von Marion Maerz das 2008 veröffentlicht wurde. Es umfasst, neben den zuvor ab 2001 bereits als Single erschienenen Radio Hits, insgesamt 14 vorwiegend im Countrystil produzierte Songs.

## Diskografie

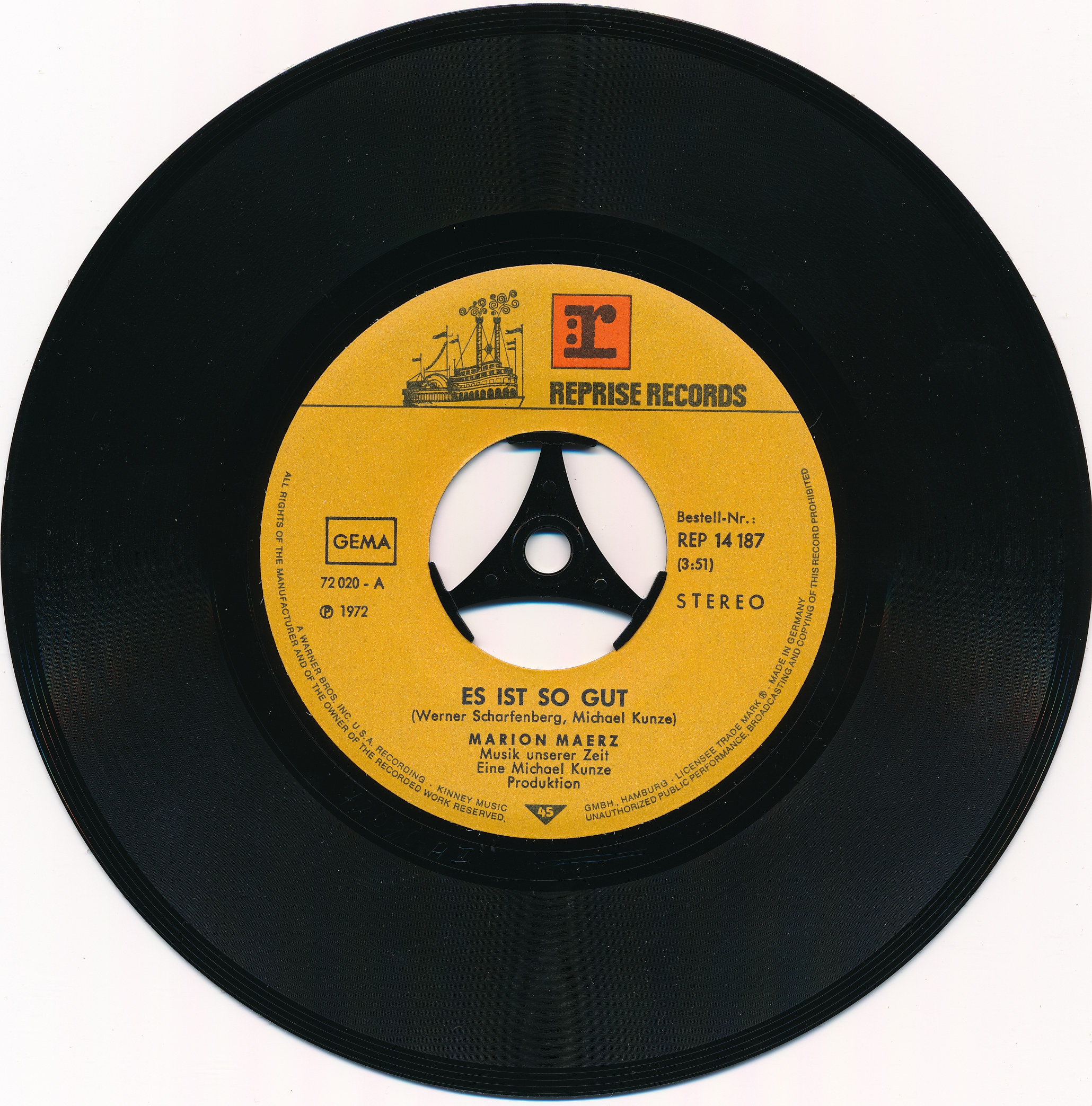
Die Single Es ist so gut wurde 1972 veröffentlicht

### Alben
- 1967 Marion
- 1969 El Condor Pasa - Die großen Erfolge
- 1971 Marion Maerz singt Burt Bacharach – Seite eins
- 1972 Nimm mich zu dir
- 1973 Shalom
- 1990 Tanzen möcht ich …
- 1991 Tanzen und Träumen
- 1997 Nur du
- 1998 Heute so …
- 2008 Das Glück kann fliegen
- 2009 Burt Bacharach Songbook (CD-Wiederveröffentlichung)

### Erfolgstitel (Auswahl)
- 1964 Liebe auf den ersten Blick (als Marion Litterscheid)
- 1965 Terry (als Marion Litterscheid)
- 1965 Er ist wieder da
- 1965 Blau, Blau, Blau
- 1966 Ich hab einen guten Freund gehabt
- 1967 Hinter Glas
- 1968 Weit, weit, weit
- 1970 Nur du (El condor pasa)
- 1971 Wer Liebe sucht (Cover von Stand by your man – Tammy Wynette)
- 1972 Es ist so gut
- 1973 Shalom (Originalversion aus dem Türkischen: Selçuk Ural – Güle Güle Sana)
- 1975 Du gehst fort (Duett mit Anthony Monn;  Cover von Tu t’en vas – Alain Barrière & Noëlle Cordier)
- 1976 Lago Maggiore im Schnee (Cover von "Le Lac Majeur" - Mort Shumann)
- 1977 In Griechenland (Cover von "Mooi Griekenland" - Vader Abraham)
- 1978 Es war nur der Sommerwind
- 1979 Music Box Dancer (Originalversion von Frank Mills)
- 1979 Schau mal herein (mit Bernd Clüver; Cover von Stumblin’ In – Chris Norman & Suzi Quatro)
- 1979 Träume (Cover von Dreaming – Blondie)
- 1990 Du bist die Rose vom Wörthersee
- 2001 Das Glück kann fliegen
- 2003 Leider war mein Herz im Spiel
- 2004 Du hast noch Zeit, Josy
- 2007 Späte Liebe

## Auszeichnungen
- 1967 Bronzener Bravo Otto

## Varia
- Das Lied Er ist wieder da von Marion Maerz spielte die Verstärkung, die Band von Heinz Rudolf Kunze, bei dessen Konzerten 1987 als Eröffnungslied und machte es damit auch den Kunze-Fans bekannt. Kunze sang bei diesem Lied nicht mit, sondern betrat aus dramaturgischen Gründen erst am Ende des Liedes die Bühne. Es wurde auf dem Doppel-Live-Album Deutsche singen bei der Arbeit veröffentlicht.[3]